# Lesley Turner (tennisster)
Lesley Rosemary Turner (Trangie, 16 augustus 1942) is een voormalig tennisspeelster uit Australië. Zij won in haar carrière dertien grandslamtitels: twee in het enkelspel, zeven in het vrouwendubbelspel en vier in het gemengd dubbelspel. Haar hoogste positie op de internationale ranglijst is de tweede plaats, die zij bereikte in 1963. In Australië was zij enkele jaren (1963–1965) de nummer twee, steeds achter Margaret Smith-Court – alleen in 1967 was Turner de Australische nummer één.

## Loopbaan
Turner was actief in het internationale tennis van 1959 tot en met 1978.
In de periode 1963–1967 maakte zij deel uit van het Australische Fed Cup-team – zij behaalde daar een winst/verlies-balans van 13–6.
Op 23 februari 1968 trad Turner in het huwelijk met tennisser William Walter "Bill" Bowrey, luttele weken nadat hij de enkelspeltitel van het Australisch kampioenschap had gewonnen. Tijdens haar huwelijk nam zij aan toernooien deel onder de naam Lesley Bowrey of Lesley Turner-Bowrey.
Van 1994 tot en met 2000 was Turner-Bowrey captain van het Australische Fed Cup-team.
In 1997 werd zij opgenomen in de International Tennis Hall of Fame en ontving zij tevens de Sarah Palfrey Danzig Award. In 1998 werd zij opgenomen in de Australische Tennis Hall of Fame.

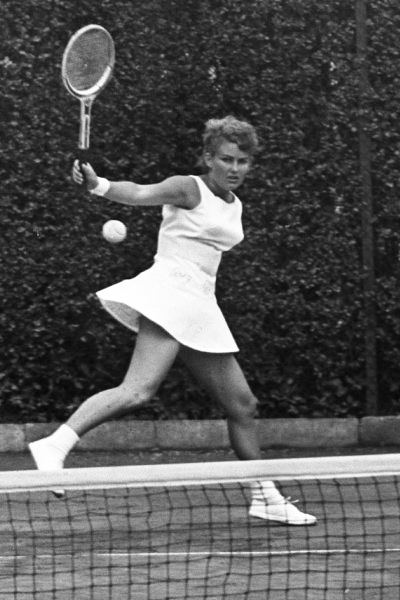
Lesley Turner in 1964 te Hilversum

## Palmares

### WTA-finaleplaatsen enkelspel
| nr.              | finale     | toernooi            | ondergrond | tegenstandster      | score                 |
| ---------------- | ---------- | ------------------- | ---------- | ------------------- | --------------------- |
| gewonnen finales |            |                     |            |                     |                       |
| 1.               | 1960-03-20 | WTA Bathurst        | gravel     | Margaret Smith      | 6-2, 7-5              |
| 2.               | 1960-04-21 | WTA Canterbury      | gravel     | Dawn Robberds       | 6-2, 6-2              |
| 3.               | 1960-12-03 | WTA Melbourne       | gras       | Mary Carter-Reitano | 4-6, 9-7, 6-3         |
| 4.               | 1961-03-19 | WTA Grafton         | gravel     | Margaret Smith      | 6-2, 6-4              |
| 5.               | 1962-10-21 | WTA Brisbane        | gravel     | Jan Lehane          | 4-6, 6-4, 6-4         |
| 6.               | 1963-01-29 | WTA Launceston      | gras       | Margaret Smith      | 2-6, 7-5, 6-1         |
| 7.               | 1963-04-21 | WTA Aix-en-Provence | gravel     | Jan Lehane          | 5-7, 6-4, 6-3         |
| 8.               | 1963-05-05 | WTA Napels          | gravel     | Margaret Smith      | 6-4, 5-7, 6-1         |
| 9.               | 1963-05-26 | Roland Garros       | gravel     | Ann Haydon-Jones    | 2-6, 6-3, 7-5         |
| 10.              | 1963-07-28 | WTA Hilversum       | gravel     | Renée Schuurman     | 6-2, 6-1              |
| 11.              | 1965-03-14 | WTA Port of Spain   | gravel     | Françoise Dürr      | 7-5, 6-2              |
| 12.              | 1965-03-21 | WTA Barranquilla    | gravel     | Margaret Smith      | 1-6, 6-4, 6-4         |
| 13.              | 1965-04-24 | WTA Buenos Aires    | gravel     | Margaret Smith      | 6-3, 6-3              |
| 14.              | 1965-05-30 | Roland Garros       | gravel     | Margaret Smith      | 6-3, 6-4              |
| 15.              | 1965-10-24 | WTA Sydney          | gravel     | Margaret Smith      | 7-5, 6-3              |
| 16.              | 1966-12-17 | WTA Adelaide        | gras       | Kerry Melville      | 6-2, 6-4              |
| 17.              | 1967-05-14 | WTA Rome            | gravel     | Maria Bueno         | 6-3, 6-3              |
| 18.              | 1967-10-21 | WTA Melbourne       | gravel     | Kerry Melville      | 1-6, 7-5, 6-2         |
| 19.              | 1968-05-12 | WTA Rome            | gravel     | Margaret Court      | 2-6, 6-2, 6-3         |
| 20.              | 1969-07-20 | WTA Cincinnati      | gravel     | Gail Chanfreau      | 1-6, 7-5, 10-10, opg. |
| verloren finales |            |                     |            |                     |                       |
| 1.               | 1960-11-05 | WTA Brisbane        | gras       | Margaret Smith      | 8-10, 1-6             |
| 2.               | 1961-05-15 | WTA Turijn          | gravel     | Maria Bueno         | 4-6, 4-6              |
| 3.               | 1961-06-10 | WTA Manchester      | gras       | Sandra Reynolds     | 4-6, 3-6              |
| 4.               | 1961-10-23 | WTA Rockdale        | gravel     | Margaret Smith      | 2-6, 6-0, 5-7         |
| 5.               | 1962-05-20 | WTA Lugano          | gravel     | Margaret Smith      | 2-6, 1-6              |
| 6.               | 1962-06-03 | Roland Garros       | gravel     | Margaret Smith      | 3-6, 6-3, 5-7         |
| 7.               | 1962-06-16 | WTA Beckenham       | gras       | Jan Lehane          | 5-7, 3-6              |
| 8.               | 1962-10-03 | WTA Canberra        | gras       | Margaret Smith      | 3-6, 6-4, 3-6         |
| 9.               | 1962-12-01 | WTA Sydney          | gras       | Margaret Smith      | 6-8, 2-6              |
| 10.              | 1962-12-15 | WTA Melbourne       | gras       | Margaret Smith      | 4-6, 6-8              |
| 11.              | 1963-05-14 | WTA Rome            | gravel     | Margaret Smith      | 3-6, 4-6              |
| 12.              | 1963-07-14 | WTA Düsseldorf      | gravel     | Margaret Smith      | 3-6, 2-6              |
| 13.              | 1963-07-21 | WTA Gstaad          | gravel     | Robyn Ebbern        | 3-6, 4-6              |
| 14.              | 1963-11-02 | WTA Brisbane        | gras       | Margaret Smith      | 3-6, 2-6              |
| 15.              | 1963-12-08 | WTA Melbourne       | gras       | Margaret Smith      | 4-6, 4-6              |
| 16.              | 1964-01-26 | Australian Open     | gras       | Margaret Smith      | 3-6, 2-6              |
| 17.              | 1964-03-29 | WTA Albury          | gras       | Margaret Smith      | 7-5, 3-6, 3-6         |
| 18.              | 1964-05-12 | WTA Rome            | gravel     | Margaret Smith      | 1-6, 1-6              |
| 19.              | 1964-07-12 | WTA Düsseldorf      | gravel     | Margaret Smith      | 6-1, 1-6, 4-6         |
| 20.              | 1964-07-19 | WTA Gstaad          | gravel     | Margaret Smith      | 4-6, 2-6              |
| 21.              | 1964-11-15 | WTA Brisbane        | gras       | Margaret Smith      | 9-11, 1-6             |
| 22.              | 1965-03-07 | WTA Miami Beach     | gravel     | Margaret Smith      | 2-6, 6-8              |
| 23.              | 1965-03-28 | WTA Caracas         | hardcourt  | Margaret Smith      | 6-4, 2-6, 5-7         |
| 24.              | 1965-05-16 | WTA Atlanta         | gravel     | Margaret Smith      | forfait               |
| 25.              | 1965-08-01 | WTA Baden-Baden     | gravel     | Margaret Smith      | 2-6, 1-6              |
| 26.              | 1965-11-07 | WTA Brisbane        | gras       | Margaret Smith      | 2-6, 3-6              |
| 27.              | 1965-12-13 | WTA Adelaide        | gras       | Nancy Richey        | 6-8, 2-6              |
| 28.              | 1967-01-30 | Australian Open     | gras       | Nancy Richey        | 1-6, 4-6              |
| 29.              | 1967-06-03 | Roland Garros       | gravel     | Françoise Dürr      | 6-4, 3-6, 4-6         |
| 30.              | 1967-08-08 | WTA Hamburg         | gravel     | Françoise Dürr      | 4-6, 4-6              |
| 31.              | 1967-12-03 | WTA Melbourne       | gras       | Billie Jean King    | 3-6, 6-3, 5-7         |
| 32.              | 1971-08-22 | WTA Haverford       | gras       | Eliza Pande         | 6-0, 2-6, 3-6         |
| 33.              | 1973-08-26 | WTA South Orange    | gras       | Fiorella Bonicelli  | 4-6, 5-7              |
| 34.              | 1975-12-14 | WTA Perth           | gras       | Helga Masthoff      | 2-6, 6-3, 4-6         |

## Resultaten grandslamtoernooien
| Legenda | Legenda                          |
| ------- | -------------------------------- |
| g.t.    | geen toernooi gehouden           |
| l.c.    | lagere categorie                 |
| –       | niet deelgenomen                 |
| G       | uitgeschakeld in de groepsfase   |
| 1R      | uitgeschakeld in de eerste ronde |
| 2R      | uitgeschakeld in de tweede ronde |
| 3R      | uitgeschakeld in de derde ronde  |
| 4R      | uitgeschakeld in de vierde ronde |
| KF      | uitgeschakeld in de kwartfinale  |
| HF      | uitgeschakeld in de halve finale |
| F       | de finale verloren               |
| W       | het toernooi gewonnen            |
| w-v     | winst/verlies-balans             |

### Enkelspel
| Australian Open | KF | 2R | 3R | KF | HF | F  | 3R | 3R | F  | HF | 2R | 2R | 3R | 1R | KF | 1R | – | –  |
| Roland Garros   | –  | –  | 4R | F  | W  | HF | W  | –  | F  | –  | HF | KF | –  | –  | –  | –  | – | 3R |
| Wimbledon       | –  | –  | 2R | KF | 4R | HF | KF | –  | KF | KF | KF | 4R | –  | –  | –  | –  | – | 2R |
| US Open         | –  | –  | KF | 4R | –  | 2R | –  | –  | HF | –  | 2R | –  | 2R | –  | –  | –  | – | –  |

### Vrouwendubbelspel
| Australian Open | KF | KF | HF | F  | W | W  | F | W  | F  | 1R | 1R | –  | HF | F | HF | – | –  |
| Roland Garros   | –  | HF | HF | 2R | W | W  | – | HF | –  | KF | HF | –  | –  | – | –  | – | F  |
| Wimbledon       | –  | HF | KF | 2R | W | 3R | – | HF | HF | 1R | 1R | –  | –  | – | –  | – | 1R |
| US Open         | –  | W  | –  | –  | F | –  | – | KF | –  | 2R | –  | 2R | –  | – | –  | – | –  |

### Gemengd dubbelspel
| Australian Open | –  | W  | F  | 2R | HF | KF | W  | HF | 1R | –  | –  |
| Roland Garros   | KF | F  | F  | F  | KF | –  | 3R | –  | KF | KF | 2R |
| Wimbledon       | W  | HF | HF | W  | HF | –  | 2R | KF | 4R | 2R | 1R |
| US Open         | –  | F  | –  | 1R | –  | –  | KF | –  | 2R | –  | –  |